# Iglesia del Cristo de las Batallas (Plasencia)
La Iglesia del Cristo de las Batallas es un templo de la ciudad de Plasencia (provincia de Cáceres, Extremadura, España).
Se encuentra en la Avenida de la Salle, limitando con el Colegio Alfonso VIII. Se conoce esta iglesia como antigua parroquia de Santiago, situada a extramuros y en el camino de ronda de la ciudad, que enlaza con la calzada de la Mesta o camino de Castilla, que atraviesa Traslasierra hacia el norte, por el puerto donde se ubica el Santuario de la Virgen del Puerto. Se ha podido comprobar que esta iglesia fue construida ex profeso para uso del peregrinaje jacobeo. Los clásicos signos del peregrino invaden toda la ornamentación y en sus piedras encontramos labradas conchas, calabazas, bordones y otros detalles significativos, de tal forma que esta sola iglesia nos bastaría para asegurar la importancia en estas peregrinaciones a Santiago de Compostela. 

## Historia
Fray Alonso Fernández cita entre las parroquias la de Santiago extramuros, hoy conocida como Santuario del Cristo de las Batallas, por darse culto en él a esta venerable imagen que, según parece, estuvo antes en la Iglesia de Santa Elena. Ante esta imagen hacían su juramento los caballeros. En esta parroquia existía la cofradía de San Gil, que pudo tener su origen en la pequeña ermita que Benavides Checa sitúa junto a la carretera del valle.

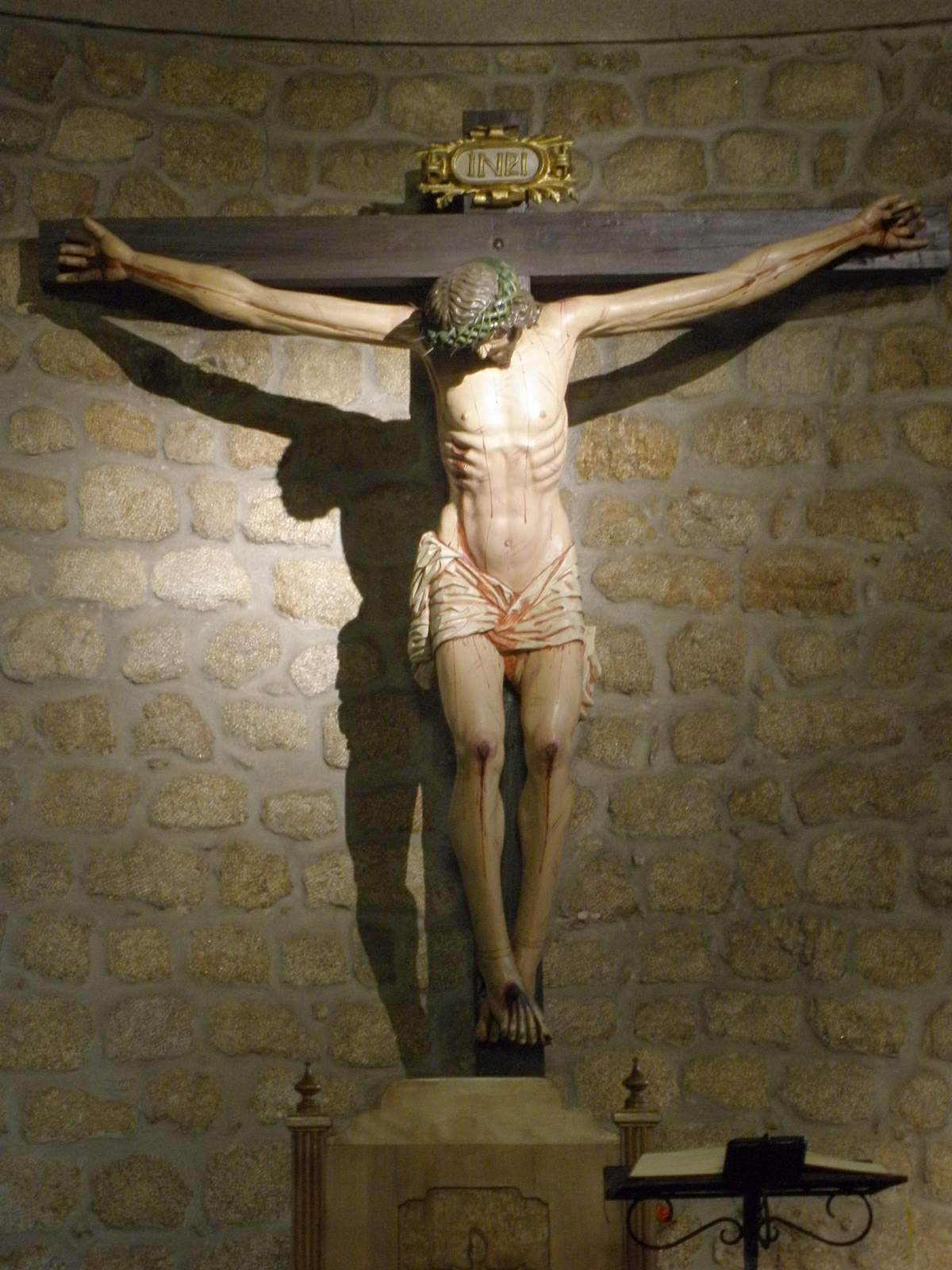
El Cristo de las Batallas preside el altar mayor en la cabecera del templo

## Descripción
La planta de la iglesia es rectangular, con un ábside románico muy pronunciado, cubierto con una bóveda de ladrillo. Es de tres naves, que fueron edificadas en el siglo XVI por el obispo D. Gutiérrez de Vargas y Carvajal, cuyo escudo se ve como elemento decorativo en los entre dos de los arcos que separan las naves, alternando con otros que tienen las cruces de la Órdenes Militares, especialmente de Santiago.
Un estudio más detallado requieren los escudos situados en la iglesia. 
Estos escudos representan unas peculiares e interesantísima rareza, si bien resultan inconfundibles los atributos de peregrinos en ellos labrados.
La iglesia del Cristo de las Batallas se llamó en sus orígenes, ermita de Santiago Apóstol, como lo demuestra la figura que está esculpida en la fachada principal, en la parte derecha de la puerta de entrada. Esta figura perteneció a la antigua ermita, ya que la actual surgió de una reforma casi total que se realizó en el siglo XVI.
Por la década de 1920 se volvió a restaurar este edificio. Durante las obras se llevó el Cristo a la Iglesia del Salvador.